# Polidoro (filhos de Príamo)
Polidoro é, na mitologia grega e romana, o nome de dois filhos de Príamo, rei de Troia. O primeiro Polidoro era filho de Hécuba, o outro teve como mãe Laotoe.
A história de Polidoro, filho de Hécuba, é contada pelo poeta latino Virgílio, no livro III da Eneida, quando narra suas peregrinações a Dido, rainha de Cartago. Várias versões circulavam na antiguidade sobre o personagem e as circunstâncias de sua morte. Virgílio optou pela versão de Eurípides (Hécuba, 1-30; cf. também 716-720; 781-782).
Polidoro foi enviado por Príamo a Polimestor (ou Polimnestor), rei da Trácia, com parte do tesouro de Tróia, quando o rei já não confiava nas armas de Dardânia e via sua cidade sitiada por todos os lados. Polimestor era casado com Ilíone, a filha mais velha de Príamo e Hécuba. Quando Polimestor ficou sabendo que Tróia havia sido derrotada, tirou traiçoeiramente a vida do príncipe troiano para se apoderar das riquezas que este trouxera consigo.
Quando Eneias deixou Tróia em chamas, dirigiu-se à Trácia, terra que considerava amiga, e começou a construir uma cidade para os companheiros e as fámílias que fugiram com ele. Como herói piedoso, pensou primeiro em fazer oferendas aos deuses, sobretudo à deusa Vênus, sua mãe, e a Júpiter.
No momento em que cortava ramos para enfeitar os altares ocorreu um prodígio. Gotas de sangue podre vertiam dos troncos dos arbustos e a voz queixosa de Polidoro, enterrado ali, se fez ouvir. O infeliz aconselhou Eneias a sair daquela terra que o traiu e lhe contou sua história.
Os chefes troianos e Anquises decidiram então abandonar a Trácia, honrando Polidoro antes de partir com ritos funerários conforme mandavam as normas. A crença antiga dava grande importância aos ritos fúnebres e Polidoro não havia recebido uma sepultura digna. Seu corpo fora coberto, talvez naturalmente, por uma espécie de outeiro de terra ou de areia.
Hécuba, mãe de Polidoro, tornou-se escrava de Odisseu com o fim da guerra de Troia e foi parar na Trácia com outras cativas. Ali ficou conhecendo o destino do filho e tramou a vingança. Atraiu Polimestor e dois de seus filhos com a promessa de novas riquezas e, com a ajuda de outras escravas, arrancou os olhos do rei e matou os dois príncipes.
O poeta latino Ovídio também fala de Polidoro no livro 13 das Metamorfoses.
O mito de Polidoro é mencionado igualmente por Dante Alighieri, no Canto XIII do Inferno, na Divina Comédia. Ali o poeta italiano diz que os suicidas são transformados em árvores e, quando um de seus ramos é quebrado, verte um sangue escuro. A dor que sentem é tão grande que soltam gritos que saem pela abertura do ramo quebrado. Polidoro é citado explicitamente também no Canto XXX da Divina Comédia (v. 18).
Ao outro Polidoro, filho de Laotoe, refere-se Homero, poeta grego. Era o filho mais novo de Príamo, que por isso procurou preservá-lo da guerra. Mas o rapaz, que confiava em demasia na agilidade de suas pernas, desobedeceu ao pai e foi morto por Aquiles, que lhe tirou a couraça de prata com que estava armado e o traspassou com sua lança num combate. Homero contou essa luta no livro 20 da Ilíada.